# Regina Röhner
Regina Röhner (* 15. Mai 1952 in Hohenstein-Ernstthal) ist eine deutsche Schriftstellerin.
Röhner absolvierte eine Berufsausbildung mit Abitur zur Fachverkäuferin. Anschließend studierte sie Mathematik und arbeitete als Ökonomin. Sie begann 1975 ein Fernstudium am Literatur-Institut Leipzig, das sie 1978 abschloss und belegte 1982/83 ebendort einen Sonderkurs.
Seitdem betätigt sie sich als freiberufliche Schriftstellerin. Von 1983 bis 1989 wurde sie als Kandidatin auf eine Mitgliedschaft im Schriftstellerverband der DDR geführt. Röhner gehört seit 1990 dem sächsischen Schriftstellerverband  an und ist darüber hinaus unter anderem Mitglied des Friedrich-Bödecker-Kreises Sachsen und des Verbandes deutscher Schriftsteller in der IG Medien.
Sie lebt in der Gemeinde Bernsdorf im Landkreis Zwickau.

## Werke (Auswahl)
- Der Provokateur, Mitteldeutscher Verlag Halle Leipzig, 1989. ISBN 3-354-00382-0
- Der sächsische Prinzenraub – die Geschichte des Kunz von Kauffungen. Chemnitzer Verlag, Chemnitz 1993, ISBN 3-928678-11-6
- Burgen, Schätze, Spukgestalten – das große Sagen- und Geschichtsbuch der Zwickauer Mulde. Chemnitzer Verlag, Chemnitz 1996. ISBN 3-928678-31-0
- Hexen müssen brennen – Geschichten vom Hexenwahn in Sachsen. Chemnitzer Verlag, Chemnitz 2000. ISBN 3-928678-61-2
- Annas Geheimnis – eine Geschichte vom Prinzenraub. Chemnitzer Verlag, Chemnitz 2003. ISBN 3-928678-90-6
- Gemeinde Reinsdorf – Geschichte und Geschichten. Reinsdorf 2007. ISBN 978-3-00-023123-0
- Rüsdorf – Dorf eines Rudiger: Geschichte und Geschichten. Engelsdorfer Verlag, Leipzig 2012. ISBN 978-3-86268-656-8